# شهید احمد
شهید احمد (انگلیسی: Shahid Ahmed؛ زادهٔ ۲۰ نوامبر ۱۹۸۳) بازیکن فوتبال اهل پاکستان بود.
وی همچنین در تیم‌های ملی فوتبال زیر ۲۳ سال پاکستان و پاکستان بازی کرده است.